# Cerro del Pinacate
Der Cerro del Pinacate ist ein Berg im mexikanischen Bundesstaat Sonora. Der Berg ist 1190 m hoch und  damit die höchste Erhebung der Pinacate Peaks (auch Sierra del Pinacate). Er liegt in der Sonora-Wüste zwischen dem Golf von Kalifornien und dem US-Bundesstaat Arizona.